# Muro cortafuego

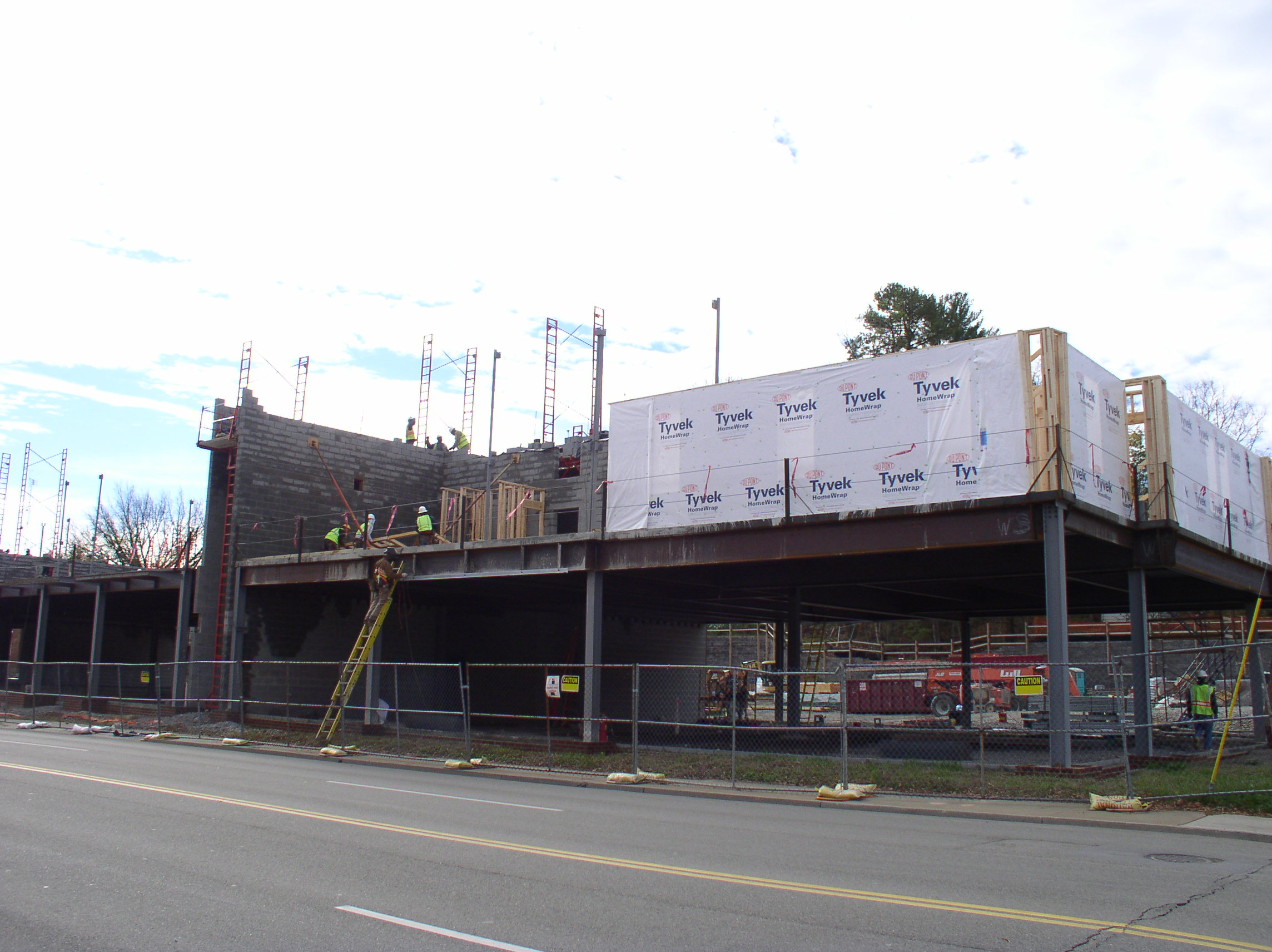
Construcción de un muro cortafuego

En la construcción, un cortafuego es un muro resistente y diseñado para disminuir la velocidad de propagación del fuego en caso de incendio. Es un dispositivo certificado y son utilizados como muros divisorios, ubicados de acuerdo al reglamento de construcción aplicable. Estos dispositivos son parte de los denominados sistemas de protección pasiva contra fuego.